# Tygrys indochiński
Tygrys indochiński (Panthera tigris corbetti) – podgatunek tygrysa azjatyckiego, drapieżnego ssaka z rodziny kotowatych (Felidae). Nazwę corbetti nadano dla upamiętnienia hinduskiego myśliwego pochodzenia irlandzkiego i naturalisty Jima Corbetta.

## Zasięg występowania
Kraje leżące w granicach współczesnego zasięgu występowania tego tygrysa to: Mjanma, Laos, Tajlandia, Kambodża i Wietnam. W większości tygrysy indochińskie występują na wyżynnych i górskich terenach wzdłuż granic tych krajów. Ze względu na utrudniony dostęp do tych terenów niewiele wiadomo o stanie ich populacji. 

## Charakterystyka

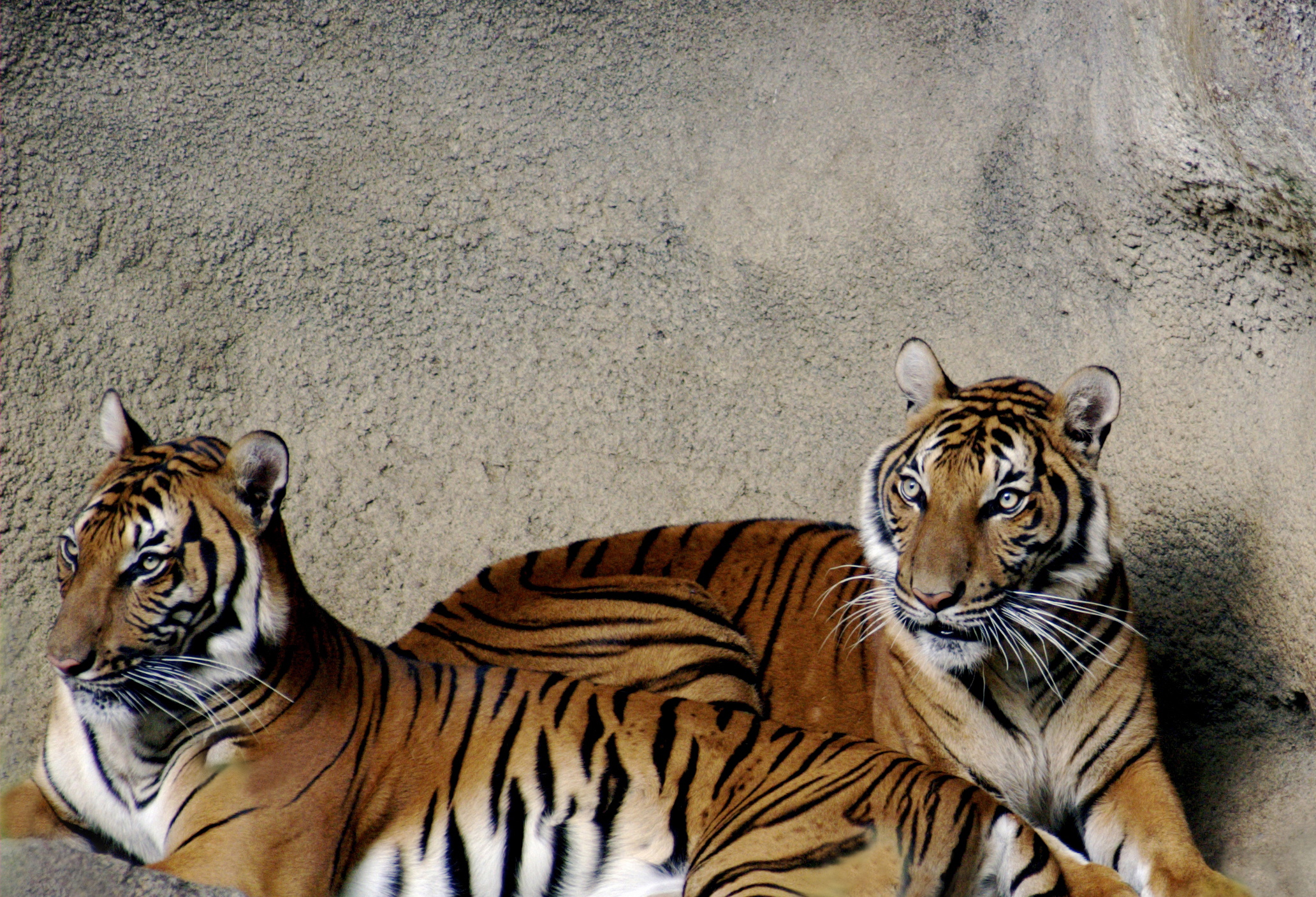

Tygrys indochiński jest najbardziej zbliżony budową do tygrysa sumatrzańskiego. Czaszkę ma mniejszą niż podgatunek nominatywny P. t. tigris, a ubarwienie ma pomarańczowo-brązowe, ciemniejsze niż tygrysa bengalskiego, z krótszymi i węższymi, rzadko rozdwojonymi pręgami. Dojrzały samiec osiąga przeciętnie długość 270 cm (razem z ogonem) przy średniej masie ciała ok. 180 kg. Samice osiągają odpowiednio 240 cm i 115 kg.
Liczebność populacji pod koniec XX wieku była szacowana – w zależności od źródła – na 736–1225 lub 1200-1800 osobników. Jej stan w 2010 roku pozostaje słabo poznany.